# 君と恋して結ばれて
『君と恋して結ばれて』（きみとこいしてむすばれて）は、2006年6月23日にRusKが発売した18禁恋愛アドベンチャーゲーム。

## 概要
本作では3人の主人公と、それぞれ対になる3人のヒロインによる、3つの恋愛を描く。基本的に物語に大きな分岐はなく、主人公と結ばれるヒロインも固定である。物語は章ごとの構成となっており、各シナリオは約13章。
ゲームスタート時、3組のカップルの中から1組を選択する。選ばれなかったカップルのキャラクターは、そのシナリオにおいてサブキャラクターとして登場する。また、本作は3つの物語が時間軸をほぼ同じくしており、ある主人公の視点では描かれなかったことが、他の主人公の視点で明らかとなることがある。
本作の特徴として、登場するキャラクターの少なさと、そのほとんどが友人･知人の関係にあることがあげられる。
作中では明言されていないが、Sound Tailより発売された『カラフルBOX』と世界観を同じくしている。また、次作『Aster』にも成長した姿で出演している。

## 登場キャラクター

### 主人公
桜庭航太（さくらば こうた）
声：山口勝平
本作の主な舞台となる海晴坂中央学園の三年生。柳渚緒と結ばれる。
真面目で素直な性格で、バスケットボール部副部長、生徒会執行部副会長を務めるなど人望がある。反面、女性に対して苦手意識があり、同性に対するような流暢な対応が出来ない。動物好き。実家は喫茶店を経営している。
基本的に温和だが、バスケットボールには並々ならぬ情熱を持っている。
花守章一（はなもり しょういち）
声：空野太陽
晴坂中央学園の三年生。ヒロインの一人、花守ひなたの兄。桐島空と結ばれる。
学年トップの秀才で、クールな風貌とあまり愛想のない言動から人を寄せ付けない雰囲気を持っていると思われがちだが、実際は温厚で義理堅い性格で、友人の陽輔に振り回されがち。ブラコンの気があるひなたの自立と兄離れを願っている。
ルックスと頭の良さから女生徒に人気がある。が、本人は恋愛事にはまるで興味がなく、積極的に好意を示してくる空にも当初はつれない態度をとる。
なお、『カラフルBOX』の楠木綾音とは中学時代の同級生でもある。
荻野陽輔（おぎの ようすけ）
声：間寺司
晴坂中央学園の三年生。花守ひなたと結ばれる。
明るく活発な性格のムードメイカー。時間にルーズ。バスケ部のエースを務めるが、母子家庭であり、アルバイトと掛け持ちしているために出席率が悪い。真面目な話が苦手で、真剣な雰囲気を茶化してしまう悪癖がある。
ヒロインの一人、柳渚緒とは幼馴染の関係。

### ヒロイン
柳渚緒（やなぎ なお）
声：青山ゆかり
本作の主な舞台となる海晴坂中央学園の一年生。桜庭航太と対になるヒロイン。
運動、勉強ともに優秀な優等生だが、生真面目で無愛想な性格のため、友人は多くない。テニス部に所属しており、地区では有名な選手。動物が好きで、特に鳥が好き。ひよこグッズ集めが趣味。だらしのない人間は基本的に嫌い。
荻野陽輔と幼馴染で、同じアパートに住んでいる。彼の母には幼い頃からいろいろと世話になっている。
桐島空（きりしま そら）
声：風華
本作の主な舞台となる海晴坂中央学園の一年生。花守章一と対になるヒロイン。クォーター。
清楚でお嬢様然とした風貌だが、意外と明るく、また強引で頑固な一面がある。勉強、運動共に平均的。花守章一、ひなたの兄妹とは幼馴染。幼い頃は花守家の近所に住んでいたが、ある事情によって祖母の故郷の国に引っ越した。この春に再び帰国し、章一らと再会する。幼い頃から章一を想い続けており、再会して以降積極的に好意を伝えているが、恋愛事にまるで興味のない彼からは色よい返事をもらえないでいる。
桜庭航太の両親が経営する喫茶店でアルバイトをしており、また航太とは同じマンションに住むことから顔見知り。
なお、『カラフルBOX』の峰沢ゆか、『Aster』の柚月沙耶とはインターネットで知り合っており、オフ会を行うほどの仲。
花守ひなた（はなもり ひなた）
声：松本あゆな
本作の主な舞台となる海晴坂中央学園の一年生。荻野陽輔と対になるヒロイン。花守章一の実妹。
明るく天真爛漫な、子供っぽい性格。勉強、運動ともに苦手。体格も小柄だが、本人はそれを気にしている。少々ブラコンの気があり、兄の服をコーディネートするのが好き。独占欲の強い一面がある。可愛い下着集めが趣味。
空とは幼馴染。

### その他
荻野陽子（おぎの ようこ）
陽輔の母親。陽輔編で名前のみ登場。看護婦。

## スタッフ
- 原画：浅葉ゆう
- シナリオ：柊★たくみ（柳渚緒、桐島空シナリオ）、P助（ひなたシナリオ）